# Pristichampsus
Pristichampsus — недіагностичний вимерлий рід крокодилів із Франції та, можливо, також Казахстану, який є частиною монотипної родини Pristichampsidae. Оскільки типовий вид, Pristichampsus rollinatii, був заснований на недостатньому матеріалі під час опису в 1831 і 1853 роках, таксономічний статус роду викликає сумніви, а інші види були віднесені до інших родів, насамперед до Boverisuchus.

## Історія
Pristichampsus був вперше описаний і названий як вид Crocodylus, C. rollianti, Джоном Едвардом Греєм у 1831 році на основі останків лютетійського періоду у Франції. Поль Жерве (1853) відніс цей вид до власного роду, створивши нову комбінацію Pristichampsus rollianti. Інші види були віднесені до цього роду. Роди Boverisuchus і Weigeltisuchus з лютетського періоду Німеччини, а також Limnosaurus з Північної Америки були синонімічні до Pristichampsus, і їхні типові види були переприписані до нього. Ленгстон (1975) виявив, що Limnosaurus заснований на недіагностичних останках, і тому вважав його власним родом, як nomen dubium. Він також змінив призначення Crocodylus vorax з лютеціану штату Вайомінг і Західного Техасу до Pristichampsus. Єфімов (1988) назвав два додаткових види Pristichampsus, P. birjukovi та P. kuznetzovi із середнього еоцену Східного Казахстану. Після перегляду роду Pristichampsus Брошу (2013) було встановлено, що P. rollinati ґрунтується на недостатньому діагностичному матеріалі, і тому є nomen dubium. Boverisuchus було відновлено як дійсний рід, а вид Weigeltisuchus geiseltalensis вважався синонімом B. magnifrons. Brochu (2013) також відніс P. vorax до другого виду Boverisuchus. Згідно з Brochu (2013), матеріал із середнього еоцену Італії та Техасу може представляти інші види Boverisuchus.